# Rue de la Liberté (Liège)
Pour les articles homonymes, voir Rue de la Liberté (homonymie).
La rue de la Liberté est une rue de Liège en Belgique (région wallonne).

## Situation et accès
Située dans le quartier d'Outremeuse, cette large voie plate, rectiligne et pavée d'une longueur d'environ 222 m relie la rue Jean d'Outremeuse au quai de la Dérivation. 
Voiries adjacentes
- Rue Fosse-aux-Raines
- Rue Jean d'Outremeuse
- Rue Saint-Julien
- Rue Jean Warroquiers
- Quai de la Dérivation

## Historique
Avant la création de la rue en 1877, le biez des Grandes-Oies, un ancien bras de l'Ourthe, coulait aux alentours de la voirie actuelle.

## Bâtiments remarquables et lieux de mémoire
- L'immeuble en brique situé au no 6, dont la façade a entièrement été rénovée en 2009, possède quatre sgraffites de style Art nouveau repris au Petit Patrimoine de Wallonie. Deux se trouvent sur la façade de la rue, un sur la travée d'angle et un sur la façade de la rue Jean Warroquiers.
- L'immeuble sis au no 33 a été réalisé par l'architecte Joseph Bottin en 1905 dans le style Art nouveau. Cette maison de deux travées asymétriques et de trois niveaux (deux étages) possède une porte d'entrée ornée de vitraux et de fers forgés colorés et une originale baie en triplet avec petits bois courbes au rez-de-chaussée ainsi qu'un oriel à base trapézoïdale reposant sur deux consoles avec têtes de femmes sculptées au premier étage. Le soubassement est bâti en pierre de taille et moellons de grès verdâtres.
- L'école communale Outremeuse-Liberté se situe au no 25.
- L'institut de Techniques artisanales se trouve au no 27.